# Festival de Cinema de Múnic
El Festival de Cinema de Múnic és un destacat esdeveniment cinematogràfic, el segon festival de cinema més gran d'Alemanya després de la Berlinale. Va ser inaugurat a Múnic l'any 1981 i se celebra anualment durant els primers dies d'estiu amb la projecció de pel·lícules alemanyes i internacionals als diferents cinemes de la ciutat i els seus voltants.
La 38a edició estava programada originalment per a l'estiu de 2020, però es va cancel·lar a causa de la pandèmia de COVID-19 i es va reprogramar per al juliol de 2021. El 39è Festival de Cinema de Múnic va tenir lloc del 23 de juny al 2 de juliol de 2022.
El festival és una plataforma important per a la presentació de pel·lícules, més de 200, que inclouen estrenes nacionals, europees i internacionals. La seva programació abasta diferents gèneres cinematogràfics, incloent llargmetratges, documentals i curtmetratges, entre d'altres. A més, el programa del festival també inclou projeccions retrospectives, homenatges a personalitats del cinema i classes magistrals.
Malgrat que el festival no és competitiu, molts cineastes aspiren a presentar les seves obres per tal d'augmentar la visibilitat i l'oportunitat de distribució a Alemanya. El públic i els patrocinadors també contínuament atorguen premis a les pel·lícules destacades. A més, un jurat format per crítics independents homenatja anualment una personalitat destacada del món del cinema amb el 'Premi al Mèrit Cinematogràfic'.
El Munich Filmfest gaudeix d'una gran popularitat entre els amants del cinema i habitualment atrau més de 70.000 persones. El festival esdevé un punt de trobada que fomenta la creació de xarxes de contactes i la promoció de projectes cinematogràfics. Anualment, compta amb la acreditació de més de 2.000 professionals de la indústria cinematogràfica i més de 500 membres de la premsa especialitzada, provinents de tot el món.